# Пјаца Палатина (Латина)
Пјаца Палатина је насеље у Италији у округу Латина, региону Лацио.
Према процени из 2011. у насељу је живело 248 становника. Насеље се налази на надморској висини од 138 м.